# William Téchoueyres

a Compétitions nationales et continentales officielles uniquement.

b Matchs officiels uniquement.
Dernière mise à jour le 14 novembre 2021.
William Téchoueyres, né le 12 février 1966 à Bordeaux, est un chef d'entreprise et un joueur de rugby à XV, qui a joué avec l'équipe de France et au SBUC, évoluant au poste de trois quart aile (1,83 m pour 88 kg).

## Biographie
William Téchoueyres joue en club avec le SBUC puis le CA Bègles Bordeaux. Il dispute son premier test match le 5 mars 1994 contre l'équipe d'Angleterre, et le dernier match contre l'équipe de Côte d'Ivoire le 30 mai 1995 pendant la Coupe du monde.
Ayant toujours travaillé comme serveur dans sa jeunesse, il se lance dans l'hôtellerie et la restauration. En 1994, il gère un bar à Lacanau, puis le Tex-Mex Café à Bordeaux. Il ouvre un plus grand établissement dans la banlieue bordelaise en 1994 et en restaure un autre en 2002. En 2006 c'est au tour des restaurants Chez Pierre et Le Café de la Plage à Arcachon. Puis il se lance dans les casinos avec Bernard Laporte. En 2009, il reprend l'hôtel-restaurant La Corniche en le rebaptisant La Co(o)rniche et en le faisant restaurer par le designer Philippe Starck. Ouvert en 2010, situé au pied de la Dune du Pilat, il a beaucoup de succès. En 2014 il commence à restaurer, toujours avec Philippe Starck, l'hôtel Haitza de Pyla-sur-Mer, renommé Ha(a)ïtza. En janvier 2018 une extension controversée de La Corniche est autorisée par la justice. En février 2018, William Techoueyres est poursuivi en justice, en compagnie du fils de Bernard Laporte, pour avoir illégalement construit un bar-tapas, le Blockhaus, sur la plage en contrebas du restaurant.

## Club
- 198?-1993 : CA Bordeaux Bègles
- 1993-1995 : Stade bordelais
- 1995-1996 : SU Agen
- 1996-1997 : Union sportive testerine
- 1997-1998 : CA Bordeaux Bègles

## Palmarès
Avec Bègles-Bordeaux
- Championnat de France de première division :
  - Champion (1) : 1991
- Challenge Yves du Manoir :
  - Finaliste (1) : 1991

## Statistiques en équipe nationale
- Sélections en équipe nationale : 3
- Sélections par année : 2 en 1994, 1 en 1995
- Tournoi des Cinq Nations disputé : 1994

### Tournoi des Cinq Nations
| Édition           | Rang | Résultats France | Résultats Téchoueyres | Matchs Téchoueyres |
| ----------------- | ---- | ---------------- | --------------------- | ------------------ |
| Cinq Nations 1994 | 3    | 2 v, 0 n, 2 d    | 1 v, 0 n, 1 d         | 2/4                |

### Coupe du monde
| Édition             | Rang      | Résultats France | Résultats Téchoueyres | Matchs Téchoueyres |
| ------------------- | --------- | ---------------- | --------------------- | ------------------ |
| Afrique du Sud 1995 | Troisième | 5 v, 0 n, 1 d    | 1 v, 0 n, 0 d         | 1/6                |

Légende : v = victoire ; n = match nul ; d = défaite.
Légende : v = victoire ; n = match nul ; d = défaite ; la ligne est en gras quand il y a Grand Chelem.